# Organisation territoriale de la Slovénie
L’organisation territoriale de la Slovénie repose sur le Titre V de la Constitution de la Slovénie intitulé « Autonomie administrative ».

## Macro-région (NUTS 2)
La macro-région, ou région de cohésion, (en slovène Kohezijske regijer) est une subdivision européenne de la Slovénie. Elle répond aux besoins d'Eurostat, l'institut statistique européen, qui a défini une nomenclature d'unités territoriales statistiques. Ces groupes correspondent au second niveau statistique européen (NUTS 2), première subdivision de la Slovénie par Eurostat.
Ces régions sont : la Slovénie de l’est et la Slovénie de l'ouest.

## Unité administrative (LAU 1)
L'unité administrative (en slovène upravne enote) est une subdivision européenne de la Slovénie. Elle répond aux besoins d'Eurostat, l'institut statistique européen, qui a défini une nomenclature d'unités territoriales statistiques. Ces groupes correspondent au premier niveau d'unités administratives locales (LAU 1). Il y en a 58.

## Sources

## Compléments